# Jammu
Jammu (en ourdou : جموں, API : /d͡ʒəmː.ũː/, en dogri et en hindi : जम्मू (jammū), en cachemiri : جۆم (jom)) est une ville indienne, capitale d'hiver du territoire de l'Union du Jammu-et-Cachemire, Srinagar étant la capitale d'été.

## Géographie
La ville est bâtie sur une série de crêtes de faible hauteur sur les collines de Shivalik, autour de la rivière Tawi. Elle est entourée par la chaîne Shivalik au nord, à l'est et au sud-est tandis que la chaîne Trikuta l'entoure au nord-ouest.
Elle se trouve à environ 600 km de la capitale nationale New Delhi.

## Histoire
Jammu a historiquement été la capitale de la province de Jammu et la capitale d'hiver de l'État princier de Jammu-et-Cachemire. Après la partition de l'Inde, elle est restée la capitale de l'État puis du territoire de Jammu-et-Cachemire.

## Économie
Jammu est la principale ville de la région de Jammu et son centre économique. Elle dispose de rizeries qui permettent de transformer le riz basmati produit localement. Le tourisme reste la principale activité de la ville.

## Transport
La ville possède un système de bus et minibus citadins pour le transport local, appelés « Matador ». De nombreux taxis et pousse-pousse sont également disponibles.
La gare de Jammu Tawi connecte Jammu aux principales villes indiennes grâce à l'entreprise publique des Chemins de fer indiens (Indian Railways). C'est le point de passage obligé pour accéder à la Vallée du Cachemire par train.
L'aéroport de Jammu est desservi quotidiennement par plusieurs compagnies aériennes, telles que Air India, GoAir, Spicejet ou IndiGo, vers des destinations telles que Srinagar, Delhi, Chandigarh, Bombay, etc.

## Personnalités liées à la ville
- Mahbub ul Haq : économiste pakistanais né à Jammu.
- Mithun Manhas : joueur indien de cricket « première classe »
- Malika Pukhraj : musicienne pakistanaise qui y a passé sa jeunesse.
- Shivkumar Sharma : musicien indien